# Poder Judicial de la Ciudad Autónoma de Buenos Aires
A partir de la Reforma constitucional argentina de 1994, la Ciudad Autónoma de Buenos Aires tiene prevista su completa autonomía, asimilando su estatus jurídico al de una provincia, en cuanto se la considera como nuevo estado federado. En primer lugar, los Tribunales Federales, con competencia para asuntos federales en el territorio de la Ciudad; en segundo lugar, los Tribunales Nacionales, con competencia en asuntos ordinarias (criminal, civil, comercial, laboral); y, por último, la justicia propia de la Ciudad Autónoma.
El Poder Judicial es un poder del Estado que, de conformidad con el ordenamiento jurídico, es el encargado de administrar justicia en la sociedad, mediante la aplicación de las normas jurídicas en la resolución de conflictos.
Por Poder, en el sentido de poder público, se entiende a la organización, institución o conjunto de órganos del Estado, que en el caso del Poder Judicial son los órganos judiciales o jurisdiccionales: juzgados y tribunales, que ejercen la potestad jurisdiccional, que suele gozar de imparcialidad y autonomía.
El Poder judicial debe ser independiente para poder someter a los restantes poderes, en especial el ejecutivo, cuando estos contravengan el ordenamiento jurídico y convertirse en el encargado de hacer efectivo la idea del Derecho como elemento regulador de la vida social.

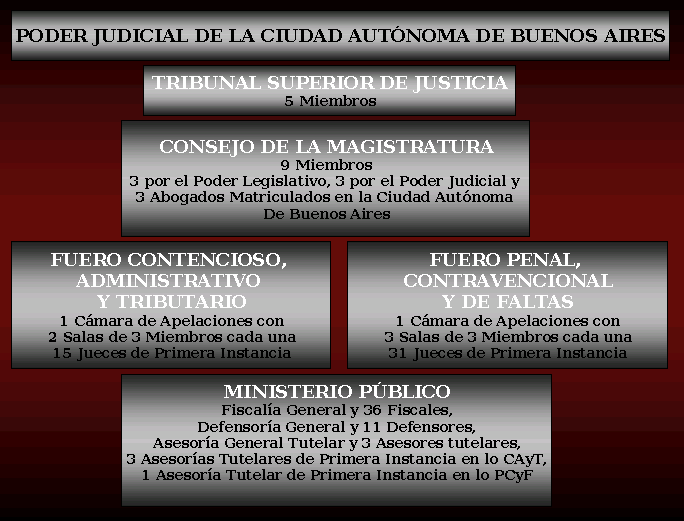
Organigrama Poder Judicial.

## Sistema Judicial de la CABA
La Constitución de la Ciudad de Buenos Aires establece que el Poder Judicial está integrado por el Tribunal Superior de Justicia, el Consejo de la Magistratura, los Tribunales que la ley establezca y el Ministerio Público (fiscalías, defensorías y asesorías tutelares).
En el ámbito del Poder Ejecutivo funciona la Subsecretaria de Justicia y la Subsecretaria de Seguridad Urbana, ambas dependientes del Ministerio de Gobierno.
En la actualidad existen dos fueros en el Poder Judicial de la Ciudad: el Penal, Contravencional y de Faltas y el Contencioso Administrativo, Tributario y de Relaciones de Consumo.

## Tribunal Superior de Justicia de la Ciudad Autónoma de Buenos Aires
El Tribunal Superior de Justicia está compuesto por cinco magistrados propuestos por el Jefe de Gobierno con acuerdo brindado por los dos tercios del total de los miembros de la Legislatura de la Ciudad, en sesión pública especialmente convocada al efecto. Sólo son removidos por juicio político. En ningún caso podrán ser todos del mismo sexo
Este órgano colegiado dicta su reglamento interno, nombra y remueve a sus empleados y ejecuta su presupuesto.
Son competencias del Tribunal Superior de Justicia:
- Originaria y exclusivamente en los conflictos entre los Poderes de la Ciudad y en las demandas que promueva la Auditoría General de la Ciudad de acuerdo con lo que autoriza la Constitución.
- Originaria y exclusivamente en las acciones declaratorias contra la validez de leyes, decretos y cualquier otra norma de carácter general emanada de las autoridades de la Ciudad, contrarias a la Constitución Nacional o a la Constitución de la Ciudad Autónoma de Buenos Aires.
- Por vía de recursos de inconstitucionalidad, en todos los casos que versen sobre la interpretación o aplicación de normas contenidas en la Constitución Nacional o en la Constitución de la Ciudad.
- En los casos de privación, denegación o retardo injustificado de justicia y en los recursos de queja por denegación de recurso.
- En instancia ordinaria de apelación en las causas en que la Ciudad sea parte, cuando el monto reclamado sea superior al que establezca la ley.
- Originariamente en materia electoral y de partidos políticos.
- De las cuestiones de competencia y los conflictos que en juicio se planteen entre jueces y juezas y tribunales de la Ciudad que no tengan un órgano superior jerárquico común que deba resolverlo (art. 26 inc. 7 de la ley 7).

## Consejo de la Magistratura (Ciudad Autónoma de Buenos Aires)
El Consejo de la Magistratura de la Ciudad Autónoma de Buenos Aires es el organismo encargado de la administración del Poder Judicial y del Ministerio Público, pero no del Superior Tribunal.
Composición:
- Tres representantes elegidos por la Legislatura, con el voto de las dos terceras partes del total de sus miembros.
- Tres jueces del Poder Judicial de la Ciudad excluidos los del Tribunal Superior, elegidos por el voto directo de sus pares. En caso de que se presentare más de una lista de candidatos, dos son de la lista de la mayoría y uno de la minoría.
- Tres abogados o abogadas, elegidos por sus pares, dos en representación de la lista que obtuviere la mayor cantidad de votos y el restante de la lista que le siguiere en el número de votos, todos con domicilio electoral y matriculados en la Ciudad.

El Consejo de la Magistratura se encuentra regulado por la Ley 31º y su correctiva 1007, este organismo es el encargado de la selección, disciplina y acusación de jueces, juezas e integrantes del Ministerio Público y de la administración del Poder Judicial, excluido el Tribunal Superior de Justicia.
Los Consejeros tienen un mandato de cuatro años y no pueden ser reelegidos sin un intervalo de por lo menos un período completo. Designan su presidente y tienen las mismas incompatibilidades e inmunidades que los jueces. Son removidos por juicio político . A diferencia de otros Poderes Judiciales, la totalidad de los magistrados que integran la justicia de la CABA fueron elegidos por concurso público de antecedentes y oposición.

### Comisiones
Este se divide en cuatro (4) Comisiones creadas por la Ley 31 Ley Orgánica del Consejo de la Magistratura
La coordinación de las Comisiones es ejercida por un miembro, anualmente, en forma rotativa, previa designación por sorteo del/la primera/a coordinador/a, las Comisiones se renuevan todos los años, determinándose por sorteo el integrante de la Comisión que permanece dos años

#### Comisión de Administración Financiera, Infraestructura y Tecnología de la Información y Telecomunicaciones
Elaborar el anteproyecto de presupuesto anual del Poder Judicial excluidos los correspondientes al Tribunal Superior y al Ministerio Público. (Conforme texto Art. 20 inc. j) de la ley Nº 2.386, BOCBA 2752 del 23/08/2007).
Funciones
- Ejecutar el presupuesto del Poder Judicial , excluidos los correspondientes al Tribunal Superior y al Ministerio Público.(Conforme texto Art. 20 inc. k) de la ley Nº 2.386, BOCBA 2752 del 23/08/2007).
- Ejecutar las resoluciones del Plenario.
- Ejecutar los procedimientos de licitación, concurso y demás procedimientos de selección del contratante, de montos superiores a los establecidos en la ley que regula el funcionamiento de la Oficina de Administración y Financiera del Poder Judicial de la Ciudad Autónoma de Buenos Aires, de conformidad con lo que al respecto disponga el Plenario y sujeto a la aprobación de éste, según lo dispuesto en el inciso 15 del artículo 20 de la presente ley, y proponer los respectivos adjudicatarios.
- Considerar la cuenta de inversión y la memoria anual preparada por el Administrador General, y elevarlas al Plenario.
- Diseñar la política de informática y telecomunicaciones, organizar y mantener un sistema informático que permita el acceso de todos los usuarios y agentes del servicio de Justicia a información precisa, permanente y actualizada de acuerdo a sus competencias. (Conforme texto Art. 3º de la Ley Nº 2.693, BOCBA Nº 2944 del 04/06/2008)
- Organizar y mantener la necesidad de infraestructura de los organismos que integran el servicio de Justicia de la Ciudad. (Incorporado por el Art. 3º de la Ley Nº 2.693, BOCBA Nº 2944 del 04/06/2008)
- Toda otra función que le encargue el plenario o se le atribuya por Ley o reglamento. (Incorporado por el Art. 3º de la Ley Nº 2.693, BOCBA Nº 2944 del 04/06/2008)

#### Comisión de Disciplina y Acusación
Funciones
- Recibir las denuncias que se formulen contra magistrados/as, empleados/as y funcionarios/as del Poder Judicial, excluidos los que fueren designados por el Tribunal Superior y el Ministerio Público.(Conforme texto Art. 20 inc. l) de la ley Nº 2.386, BOCBA 2752 del 23/08/2007).
- Sustanciar los procedimientos disciplinarios respecto de los jueces y juezas y magistrados del Ministerio Público y sustanciar el procedimiento disciplinario respecto a los funcionarios/as y empleados/as del Poder Judicial, excluidos/as los/las que se desempeñan en el Tribunal Superior y en el Ministerio Público. (Conforme texto Art. 20 inc. m) de la ley Nº 2.386, BOCBA 2752 del 23/08/2007).
- Proponer al Plenario del Consejo de la Magistratura las sanciones a los magistrados/as.(Conforme texto Art. 20 inc. n) de la ley Nº 2.386, BOCBA 2752 del 23/08/2007).
- Proponer al Plenario la formulación de acusación ante el Jurado de Enjuiciamiento.
- Toda otra función que le encomiende el Plenario o se le atribuya por ley o reglamento.

#### Comisión de Selección de Jueces
Sus funciones son:
- Realizar el sorteo de los miembros del jurado, para cada uno de los concursos que se realicen.
- Proponer al Plenario el reglamento para los concursos.
- Llamar a concurso público de oposición y antecedentes para cubrir las vacantes de integrantes de la magistratura y del Ministerio Público que no tengan otra forma de designación prevista en la Constitución.
- Examinar las pruebas y antecedentes de los concursantes y confeccionar el orden de mérito correspondiente, el que debe publicarse en el Boletín Oficial.
- Elevar al Plenario el proyecto de propuestas de nombramientos a ser presentado ante la Legislatura.
- Toda otra función que le encomiende el Plenario o se le atribuya por ley o reglamento.

#### Comisión de Fortalecimiento Institucional, Planificación Estratégica y Política Judicial
Le compete a la Comisión de Fortalecimiento Institucional, Planificación Estratégica y Política judicial:
- Intervenir en la profundización del intercambio de experiencias de gestión institucional con otros niveles de la administración pública o de administración de Justicia de orden local, nacional o internacional.
- Diseñar e implementar herramientas e instrumentos de planificación estratégica para la prestación del servicio de Justicia de la Ciudad y el Consejo de la Magistratura.
- Elaborar las políticas destinadas a la efectiva transferencia de las competencias de la Justicia Nacional a la Justicia de la Ciudad de Buenos Aires.

#### Comisión de Transferencia del Poder Judicial de la Nación y del Ministerio Público de la Nación
Le compete a la Comisión de Transferencia de Competencias:
- Redacción de Proyectos enlazados con la Transferencia de Competencias.
- Realizar resoluciones en el Plenario.
- Plantear razones de carácter general para la Transferencia de Competencias de la Nación a la Ciudad.
- Vigilar la composición de bienes que sean traspasados de la Nación a la Ciudad.
- Plantear cambios que necesite la Transferencia de Competencias.
- Realizar y establecer las mejores formas para avalar el traspaso de Competencias.
- Citar a las organizaciones de magistrados y trabajadores públicos de la Ciudad Autónoma de Buenos Aires y a las organizaciones gremiales signatarias del Convenio Colectivo de Trabajo, a participar de las asambleas de la comisión, con voz pero sin voto, en los casos que afecten sus conveniencias van a ser juzgados.

## Tribunales de la Ciudad Autónoma de Buenos Aires
En la actualidad funcionan en el ámbito de la Ciudad sólo dos fueros , el Contencioso Administrativo y Tributario y el Penal, Contravencional y de Faltas; cada uno de ellos con una estructura compuesta por la Cámara de Apelaciones y los distintos juzgados de Primera Instancia.
Los jueces son los encargados de controlar el cumplimiento de las garantías constitucionales, juzgan las conductas imputadas en juicio oral y público y aprueban aquellas soluciones de conflictos alternativas al juicio a las que arriban las partes.

### Fuero Penal, Contravencional y de Faltas
La Justicia en lo Penal, Contravencional y de Faltas conoce en la aplicación del Código Penal, Contravencional de la Ciudad de Buenos Aires, la legislación de faltas y las leyes de aplicación de la Ciudad.
La Cámara de Apelaciones en lo Penal, Contravencional y de Faltas, se encuentra integrada, por nueve (9) jueces y funciona dividida en tres (3) Salas de tres (3) jueces cada uno. La Justicia de Primera Instancia en lo Penal, Contravencional y de Faltas termina de consolidarse en el transcurso del 2006 con la puesta en funcionamiento de 31º Juzgados de Primera Instancia.
En la actualidad, está compuesta por 31 juzgados de Primera Instancia con una secretaría cada uno; 16 fiscalías, con dos fiscales titulares y dos secretarías; 12 defensorías, con dos defensores titulares y dos secretarías.

### Fuero Contencioso Administrativo y Tributario
La Justicia en lo Contencioso Administrativo y Tributario entiende en todas las cuestiones en que la Ciudad sea parte, cualquiera sea su fundamento u origen, tanto en el ámbito del derecho público como del derecho privado.
En el fuero Contencioso Administrativo y Tributario se tramitan todas aquellas causas en las que la Ciudad Autónoma de Buenos Aires es parte actora o demandada tanto en el ámbito del derecho público como del derecho privado, y en cuestiones tributarias (cobro de impuestos, tasas y contribuciones.
La Justicia de Primera Instancia en lo Contencioso Administrativo y Tributario está integrada por veinticuatro (24) Juzgados con dos (2) Secretarías cada uno de ellos, la Cámara de Apelaciones está integrada por seis (9) Jueces y funciona en tres (3) Salas de tres (3) jueces cada una, dos (6)Fiscalías y seis (6) Defensorís.
Su proceso se rige por el Código Contencioso Administrativo y Tributario. Esta es la Ley u ordenamiento jurídico que detalla el procedimiento y sus principios normativos para la resolución de las causas contencioso administrativa y Tributaria.

## Ministerio Público
Por su parte, el Poder Judicial de la Ciudad Autónoma de Buenos Aires cuenta con un Ministerio Público con autonomía funcional y autarquía. Está a cargo de un o una Fiscal General, un Defensor o Defensora General y un Asesor o Asesora General Tutelar, quienes ejercen sus funciones ante el Tribunal Superior de Justicia
El Ministerio Público tiene como gestión promover la actuación de la Justicia en defensa de la legalidad, de acuerdo a los intereses generales de nuestra sociedad; cuidar por la normal prestación del servicio de justicia y procurar ante los tribunales la satisfacción del interés social.
Funciones del Ministerio Público:
- Promover la actuación de la Justicia en defensa de la legalidad de los intereses generales de la sociedad, conforme a los principios de unidad de actuación y dependencia jerárquica.
- Velar por la normal prestación del servicio de justicia y procurar ante los tribunales la satisfacción del interés social y del habitante.
- Dirigir la Policía Judicial.

El Ministerio Público está integrado por tres organismos diferentes e independientes entre sí:
1. La Fiscalía General de la Ciudad de Buenos Aires, a cargo de un Fiscal General, dos Fiscales Generales Adjuntos y los demás fiscales de Primera y Segunda Instancia.
2. La Defensoría General de la Ciudad Autónoma de Buenos Aires está a cargo de una Defensora General, dos Defensores Generales Adjuntos y los demás Defensores de Primera y Segunda Instancia.
3. La Asesoría General Tutelar de la Ciudad de Buenos Aires, a cargo de una Asesora General Tutelar, dos Asesores Generales Adjuntos y los demás Asesores Tutelares de Primera.

### Ministerio Público Fiscal
El Ministerio Público tiene autonomía funcional y libertad dentro del Poder Judicial. Está conformado por la Fiscalía General, que ejerce funciones ante el Tribunal Superior de Justicia y por los demás funcionarios que de ellos dependan. Son designados y removidos en la misma forma y con los mismos requisitos que los miembros del Tribunal Superior de Justicia.
Duran en su función siete años, pudiendo ser reelegidos con intervalo de un período completo.
El Ministerio Público Fiscal tiene como función:
- Promover la actuación de la justicia en defensa de la legalidad y de los intereses generales de la sociedad.
- Velar por la normal prestación del servicio de justicia y procurar ante los t ribunales de la Ciudad la satisfacción del interés social; mediante la investigación de las contravenciones y delitos cuya competencia fue transferida a la CABA.
- Formular su acusación ante los jueces.
- Proponer soluciones alternativas a los conflictos.
- En las cuestiones relacionadas al fuero Contencioso Administrativo y Tributario (cuando una autoridad administrativa sea parte), aporta a los jueces una opinión calificada cuando se encuentren comprometidas la observancia de las leyes o la vigencia del orden público.

Los fiscales tienen a su cargo la dirección e impulso de la investigación, que puede iniciarse de oficio o por una denuncia (denuncias), o bien como consecuencia de las actividades de prevención policial (actas).

### Ministerio Público de la Defensa
El objetivo del Ministerio Público es cuidar para que el sistema de administración de justicia cumpla y garantize el legítimo e inviolable efectivizar el derecho de defensa y asegurar el derecho de libre acceso a la justicia, en tanto, la Defensoría General promueve y garantiza tanto los derechos individuales fundamentales como los colectivos, en la búsqueda de la protección del interés social.
En el marco del principio de la igualdad de las partes en el proceso, así mismo debe velar por el cumplimiento de los derechos humanos en los lugares de detención.
El Defensor General, es designado por el Jefe de Gobierno con acuerdo de dos tercios de la Legislatura., sus mandatos duran siete años.
Los defensores públicos asisten a los imputados desde el inicio del procedimiento, ejerciendo su defensa cuando éste no tuviere los medios necesarios para proveerse de un abogado particular.

### Ministerio Público Tutelar
El Ministerio Público Tutelar es una institución que integra el Poder Judicial de la Ciudad Autónoma de Buenos Aires.
Su misión principal es promover la justa aplicación de la ley, la legalidad de los procedimientos y el respeto, la protección y la satisfacción de los derechos y garantías de niñas, niños y adolescentes y personas con padecimiento en su salud mental.